# 오현중
오현중(1995년 12월 26일~)은 대한민국의 배우인데, 2016년 연극배우로 처음 데뷔하였다.

## 학력
- 한국예술종합학교 연극원 연기과

## 출연작

### 영화
- 《다시, 봄》 (2019년) - 영민 역

### 드라마
- 《여행담》 (2019년, 웹드라마)
- 《의사요한》 (2019년, SBS) - 김원희 역
- 《나의 해피엔드》 (2023년, TV조선) - 백승규 역
- 《여행을 대신해 드립니다》 (2025년, 채널A) - 현바람 역

### 광고
- 29CM